# كوكعيات
الكَوْكَعِيَّات (الاسم العلمي: Siliquariidae)، فصيلة حلزونات بحرية من الرخويات بطنيات القدم، ذات أصداف غير اعتيادية ملفوفة بشكل غير محكم.

## التصنيف
تم التعرف على الفُصيلتان التاليتين في تصنيف Bouchet & Rocroi (2005):
- Siliquariinae Anton, 1838 - synonym: Tenagodidae Gill, 1871
- Stephopomatinae Bandel & Kowalke, 1997

## الأجناس
تشمل الفصيلة الأجناس التالية
Siliquariinae
- كوكعية Bruguière, 1789
- Tenagodus Guettard, 1770

Stephopomatinae
- Hummelinckiella Faber & Moolenbeek, 1999[3]
- Stephopoma Mörch, 1860

فُصيلة ؟
- Caporbis Bartsch, 1915
- Petalopoma Schiaparelli, 2002